# Duellerende achtbaan
Een duellerende achtbaan is een achtbaan met twee verschillende banen ontworpen op een manier die ervoor zorgt dat de achtbaantreinen elkaar op enkele punten tijdens de rit bijna raken.
Doordat de twee achtbanen elkaar vaak bijna raken, lijkt het geheel op een soort van duel tussen de twee treintjes, vandaar de naam "duellerende achtbaan". Om ervoor te zorgen dat de achtbaantreinen tegelijkertijd bij een bepaald punt zijn, worden de treinen soms verzwaard, zodat ze even zwaar zijn, en vertrekken de treinen tegelijkertijd uit het station. De banen van een duellerende achtbaan lopen minder gelijk dan die van tweelingachtbanen.

## Voorbeelden
- Batman and Robin: The Chiller in Six Flags Great Adventure
- Dragon Challenge in Islands of Adventure
- Max & Moritz in de Efteling
- Stampida in PortAventura
- Tweestryd in Wildlands Adventure Zoo Emmen
- Winja's Fear & Winja's Force in Phantasialand
- YoY in Walibi Holland